# قویجاق
قویجاق (ترکی آذربایجانی: Quycaq) یک منطقهٔ مسکونی در جمهوری آرتساخ است که در استان هادروت واقع شده‌است.